# ISBN
ISBN（アイエスビーエヌ）は、International Standard Book Number の略称（頭字語）。図書（書籍）および資料の識別用に設けられた国際規格コード（番号システム）の一種。アラビア数字で表される。日本における漢訳名は「国際標準図書番号」。
1966年にイングランドのW・H・スミス社がプロジェクトで開発した (cf. )。

## 歴史
1965年にイギリスで、SBN (Standard Book Number) と呼ばれる書籍特定コードがトリニティ・カレッジ（ダブリン大学）のゴードン・フォスターにより開発された。コンピュータが普及し、統一的な管理番号が求められたことが背景にある。翌年にイギリス国内で利用され始めた。1967年、国際規格ISBNのアルゴリズムが考案された。ISBNは国際標準化機構 (ISO) で1970年に採用された (ISO 2108)。
出版物（本）に関する国際標準化機構の国際規格は、ISBNの他に、逐次刊行物（雑誌）のシリーズごとに付与される国際標準逐次刊行物番号 (ISSN) がある。

## 特徴
各種の書籍（単行本、漫画など）、CD-ROM・カセットテープ・マイクロフィルムなど、出版社が刊行して出版取次から書店で流通する出版物におおむね適用される。日本などは、ムックを除く雑誌にISBNではなく雑誌コードを使用する。ウェブサイト・広告物・ゲームなどは、世界でもISBNの対象外である。
内容が同一でも出版形態が異なれば別の番号を割り振られる。小説を単行本、文庫本、電子書籍で発売すると、それぞれごとに異なる番号を付す。
絶版となった場合、新刊がISBNを再び使い回すことはない。

### 旧規格（2006年12月31日まで）
ISBNは10桁のコードで表され、通常4つのパートからなる10桁であらわされる（旧規格）ISBNコードを、現行の13桁のISBNに対して ISBN-10 と呼ぶことがある。
ISBN-10は、
- ISBN● - AAAA - BBBB - C

のように表示される。しかし、●、A、Bの各部分の割り当て桁数は決まっておらず、合計で9桁（必ず1桁のC部分を入れると10桁）となる範囲内で、それぞれの部分は増減する。
それぞれの部分の意味は、
●部分 - 「グループ記号」
出版物の出版された国、地域、言語圏。桁数は、グループの出版点数により異なる。最少は1桁、最大は5桁である。コード表は現行規格を参照。
A部分 - 「出版者記号」
桁数は、出版者の出版点数などによって異なる。日本の場合は2桁から7桁となる。
B部分 - 「書名記号」
出版物に固有の番号。原則として図書の版ごとに付与。出版社ごとに決める。グループ記号・出版社記号の残りの桁を割り当てるため、書名記号の桁数は各出版社の最大刊行可能点数を規定する。書名記号が枯渇した出版社は、新たな出版社記号が付与される。
C部分 - 「チェックデジット」
検査数字。入力した際に誤りがないか確かめるためのもの。0 - 9、Xが使用される。（Xは数値10をあらわす）

#### チェックデジット（2006年まで）
旧規格のISBN (ISBN-10) のチェックデジットは、「モジュラス11 ウェイト10-2」で算出される。チェックデジットを除いた左側の桁から10、9、8…2を掛けてそれらの和を取る。和を11で割って出た余りを11から引く。
ISBN4-10-109205-□ のチェックデジット（□部分）を求める。
```
 4×10 + 1×9 + 0×8 + 1×7 + 0×6 + 9×5 + 2×4 + 0×3 + 5×2
= 40  +  9  +  0  +  7  +  0  +  45 +  8  +  0  +  10
= 119
119 ÷ 11 = 10 あまり 9
11 - 9 = 2
```

よって、このISBNのチェックデジットは2である。計算結果が10になった場合、10の代わりにX（アルファベットの大文字）を用いる。11になった場合は、0となる。

### 現行規格（2007年以降）
ISBNは2006年までは10桁であったが、一部のグループ記号（英語圏）で、発番可能な出版者記号（前項例示のA部分）の枯渇が目前となったため、13桁ISBNの規格が制定され、2007年1月1日に完全施行された。それと同時に、それまでに発番された10桁のISBNは無効となったが、書店での書籍検索・注文など、実際にISBNを利用する場面では、かつての10桁ISBNも併用できるよう便宜が図られている場合がほとんどである。
2007年以降の新刊書には当初から13桁の新規格ISBNが付けられており、10桁ISBNは新たに発番しない。一部の通販業者で、13桁ISBNから自動的に10桁ISBNが生成されるかのような表示があるが、これらは誤った運用である。かつて発番された10桁ISBNについては、その頭に 978- を挿入し、チェックデジットを計算しなおした13桁のものを正規のISBNとして取り扱う。
例：（旧ISBN）4-00-310101-4 →（現行ISBN）978-4-00-310101-8（チェックデジットの計算法は後述）
現行規格によって表されるISBNを、旧規格のISBN (ISBN-10) に対してISBN-13と呼ぶことがある。
ISBNは13桁のコードで表され、通常5つのパートからなる。
- ISBNnnn - ● - AAAA - BBBB - C

●、A、Bの各部分の桁数は決まっておらず、合計で9桁の範囲内でそれぞれの部分は増減する。
n部分 - 「接頭記号」
nnn は 978 または 979 のいずれか（数字3桁）である。978は書籍出版業を意味し、978が枯渇した地域は979を使用する。2020年現在、日本国内で出版された書物等で979を割り振られた例はない。現時点で979の使用が始まっている地域はアメリカ合衆国、フランス、大韓民国、イタリアの4か国である。
●部分 - 「グループ記号」
接頭記号が978で始まる場合は旧規格と同じで、出版物の出版された国、地域、言語圏。上記解説を参照。接頭記号が979で始まる場合は国を表すが、978の場合とはグループ記号と国との対応関係が異なる。
| 接頭 記号 | グループ記号                                          | 地域                                                         |
| --------- | ----------------------------------------------------- | ------------------------------------------------------------ |
| 978       | 0および1                                              | 英語圏（イギリス・アメリカなど、アメリカは979-8も使用）      |
| 978       | 2                                                     | フランス語圏（フランス・モナコなど、フランスは979-10も使用） |
| 978       | 3                                                     | ドイツ語圏（ドイツ・オーストリアなど）                       |
| 978       | 4                                                     | 日本                                                         |
| 978       | 5                                                     | ロシア・旧ソビエト連邦（ロシア以外の国では他の記号も使用）   |
| 978       | 600から622（3桁）                                     | その他の地域                                                 |
| 978       | 65                                                    | ブラジル（85も使用）                                         |
| 978       | 7                                                     | 中華人民共和国（香港・マカオ・台湾は別記号）                 |
| 978       | 80                                                    | チェコ・スロバキア                                           |
| 978       | 81                                                    | インド（93も使用）                                           |
| 978       | 82                                                    | ノルウェー                                                   |
| 978       | 83                                                    | ポーランド                                                   |
| 978       | 84                                                    | スペイン                                                     |
| 978       | 85                                                    | ブラジル（65も使用）                                         |
| 978       | 86                                                    | セルビア（共有）                                             |
| 978       | 87                                                    | デンマーク                                                   |
| 978       | 88                                                    | イタリア（979-12も使用）                                     |
| 978       | 89                                                    | 大韓民国（979-11も使用）                                     |
| 978       | 90                                                    | オランダ（94も使用）                                         |
| 978       | 91                                                    | スウェーデン                                                 |
| 978       | 92                                                    | 国際NGO・欧州連合                                            |
| 978       | 93                                                    | インド（81も使用）                                           |
| 978       | 94                                                    | オランダ（90も使用）                                         |
| 978       | 950から989 9920から9989 99901から99981 （3桁から5桁） | その他の地域                                                 |
| 979       | 8                                                     | アメリカ合衆国（978-0および978-1も使用）                     |
| 979       | 10                                                    | フランス（フランス語は978-2も使用）                          |
| 979       | 11                                                    | 大韓民国（978-89も使用）                                     |
| 979       | 12                                                    | イタリア（978-88も使用）                                     |

979-0は国際標準楽譜番号に割り当てられているため、ISBNとしては使用されない。
A部分 - 「出版者記号」
旧規格と同じ。上記解説を参照。
B部分 - 「書名記号」
旧規格と同じ。上記解説を参照。
C部分 - 「チェックデジット」
0 - 9の数字1桁が入る。以前のISBNのチェックデジットとは計算法が異なり、10桁 → 13桁に変換する際は再計算が必要となる。
各パートの間は、ハイフン（またはスペース）で区切りを付けるのが正式な表示法である（区切りを付けなくても書籍を特定する上での問題はない）。

#### チェックデジット（2007年以降）
現行規格のISBN (ISBN-13) のチェックデジットは、JANコードと同じく、「モジュラス10 ウェイト3・1（モジュラス10 ウェイト3）」で算出される。チェックデジットを除いた一番左側の桁から順に1、3、1、3…を掛けてそれらの和を取る。和を10で割って出た余りを10から引く。ただし、10で割って出た余りの下1桁が0の場合はチェック数字を0とする。
ここで、例として ISBN 978-4-10-109205-□ のチェックデジット（□部分）を求めてみる。
```
 9×1 + 7×3 + 8×1 + 4×3 + 1×1 + 0×3 + 1×1 + 0×3 + 9×1 + 2×3 + 0×1 + 5×3
= 9  +  21 +  8  +  12 +  1  +  0  +  1  +  0  +  9  +  6  +  0  +  15
= 82
82 ÷ 10 = 8 あまり 2
10 - 2 = 8
```

よって、このISBNのチェックデジットは8である。

## 各国におけるISBN

### 日本
2022年現在、日本では、ISBN（国際標準図書番号）・分類記号・価格コードという3種類の情報で構成された「日本図書コード」が使用されている。
日本は1981年にISBNに関する国際的な枠組みに加盟した。その後、1988年にJIS X 0305としてJIS規格となっている。
日本におけるISBNの統括的な管理は、出版関連の団体によって設立された一般社団法人日本出版インフラセンターに所属する日本図書コード管理センターが独占的に担っている。ただし、出版活動上の便宜を考慮し、個別の書籍に対するISBNの付与は登録出版者が行う方式が取られている。